# Johncouchia mangiferae
Johncouchia mangiferae är en svampart som först beskrevs av Augusto Chaves Batista, och fick sitt nu gällande namn av S. Hughes & Cavalc. 1983. Johncouchia mangiferae ingår i släktet Johncouchia och familjen Septobasidiaceae.   Inga underarter finns listade i Catalogue of Life.